# تيم ويتمان
تيم ويتمان (بالإنجليزية: Tim Wittman)‏ هو مدرب كرة قدم ولاعب كرة قدم أمريكي في مركز الدفاع، ولد في 6 يوليو 1963 في بالتيمور في الولايات المتحدة. لعب مع نادي غوادالاخارا.